# Dansk Antijødisk Liga
Dansk Antijødisk Liga (DAL) var en dansk forening, stiftet af Aage H. Andersen den 31. oktober 1941 som en erstatning for det politiske parti, NSAP.
DAL blev dog ikke set som et nyt politisk parti. Dansk Antijødisk Liga samarbejdede med nazistpartiet DNSAP og helligede sig kampen mod "den internationale jødedom". Den 20. maj 1944 blev det forbudt for DNSAPs medlemmer samtidig at være medlem af DAL.